# Шишковцы (Львовская область)
Шишковцы (укр. Шишківці) — село в Подкаменской поселковой общине Золочевского района Львовской области Украины.
Население по переписи 2001 года составляло 300 человек. Занимает площадь 0,903 км². Почтовый индекс — 80674. Телефонный код — 3266.